# Pont-de-l'Isère
Pont-de-l'Isère is een gemeente in het Franse departement Drôme (regio Auvergne-Rhône-Alpes). De plaats maakt deel uit van het arrondissement Valence. Pont-de-l'Isère telde op 1 januari 2022 3.683 inwoners.

## Geografie
De oppervlakte van Pont-de-l'Isère bedraagt 10,09 vierkante kilometer; de bevolkingsdichtheid is 354 inwoners per km² (per 1 januari 2019).

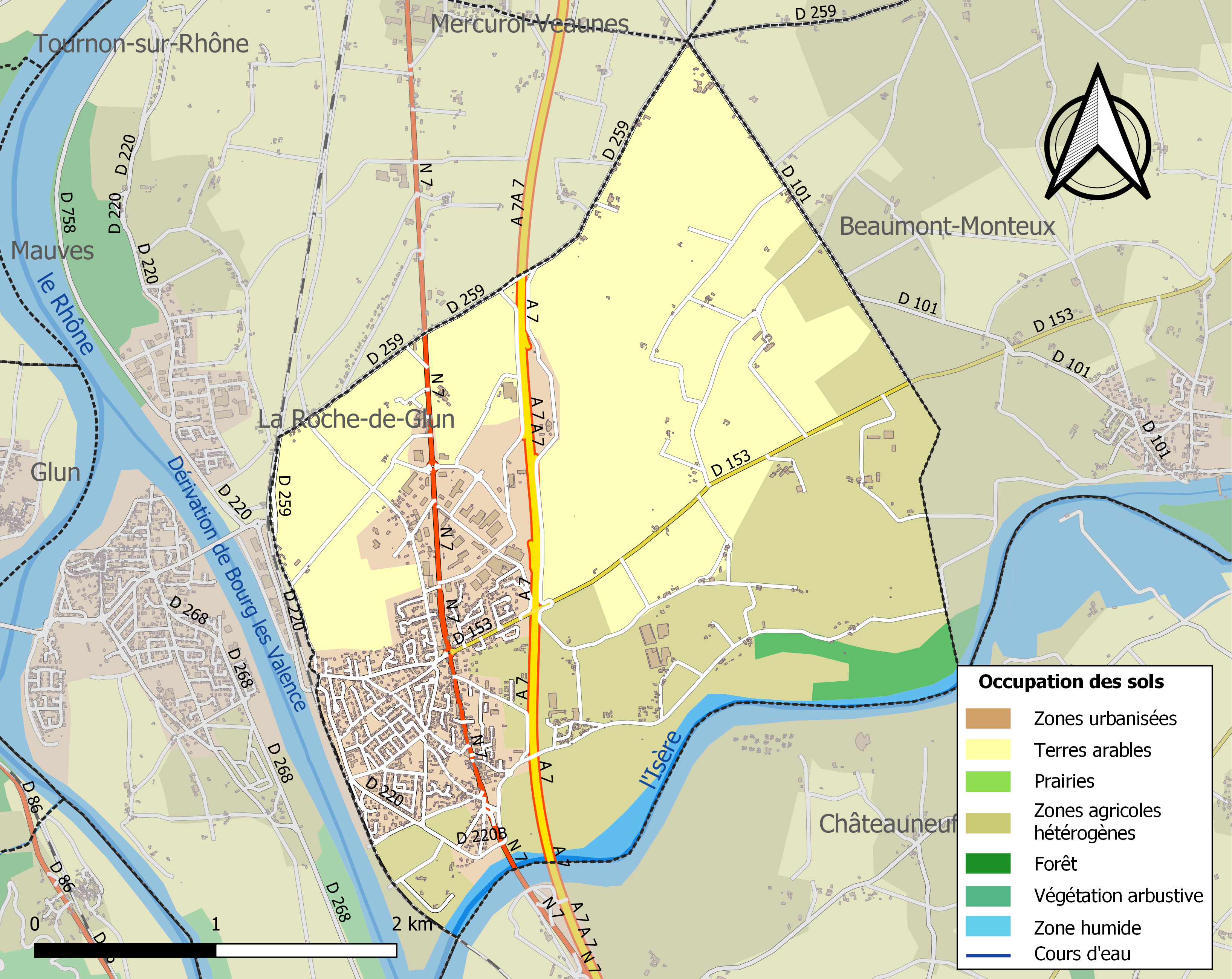
Kaart van de gemeente met belangrijkste infrastructuur, bodemgebruik en omliggende gemeenten

## Demografie
Onderstaande figuur toont het verloop van het inwonertal (bron: INSEE-tellingen).